# UNINE
UNINE，又被稱為优九少年，是依據愛奇藝偶像男團競演養成類真人秀《青春有你》的出道承諾，於2019年成立的中國九人男子團體，成員包括：李汶翰、李振寧、姚明明、管櫟、嘉羿、胡春楊、夏瀚宇、陳宥維、何昶希。成員李汶翰在最終由青春製作人投的助力值獲得第一名，成為UNINE團體中的C位(Center)和隊長。 
於2019年4月6日正式出道，为期18个月的限定团体，于2020年10月6日合约终止即解散。

## 團體資料
團名含意
成团名是“UNINE”，意思是每位青春制作人（U）与九人（NINE）都是紧密相连，把粉丝和艺人紧密联系到一起，代表粉丝和UNINE之间的深厚感情。
粉絲名
UNINE官方粉絲名為「NANO」，寓意為我們在一起才是完整的。.
應援色
——「極光 （NANORA）」.
如同奔向地球磁場的太陽粒子
被UNINE的磁場吸引的NANO
匯聚每一顆星塵的微光
與UNINE互相作用形成了絢目的NANORA

以極光藍為主色，極光青與極光紫為輔色，以全息質感呈現的【混合色】，確定為UNINE官方應援色——極光（NANORA）。
- 【極光藍】主色

PANTONE 319 C
C:54 M:0 Y:13 K:0
R:73 G:237 B:255
49edff
- 【極光青】輔色

PANTONE 374 C
C:23 M:0 Y:62 K:0
R:218 G:252 B:121
dafc79
- 【極光紫】輔色

PANTONE 2715 C
C:61 M:49 Y:0 K:0
R:122 G:131 B:233
7a83e9
應援棒
極光棒.   [2021-11-02]. （原始内容存档于2021-11-02）.

「赴你一场极光之约」
UNINE&NANO

### 成員介紹
| 姓名   | 國家/地區 | 出生日期       | 經紀公司       | 團內擔當    | 粉丝名 | 应援色   |
| ------ | --------- | -------------- | -------------- | ----------- | ------ | -------- |
| 李汶翰 | 中国浙江  | 1994年7月22日  | 乐华娱乐       | 隊長 全能   | 礼物盒 | 生日红   |
| 李振寧 | 中国廣東  | 1995年11月5日  | 黑金計劃       | Vocal Dance | 桉叶   | 勿忘草色 |
| 姚明明 | 中国山西  | 1997年1月5日   | 天加一文化傳媒 | Dance       | 启明星 | 空色     |
| 管櫟   | 中国重慶  | 1994年1月16日  | 卡司星球       | Dance       | 栎队   | 栎色     |
| 嘉羿   | 中国江西  | 1998年7月14日  | 匠星娛樂       | Dance Rap   | 软糖   | 夹心黄   |
| 胡春楊 | 中国河北  | 1999年2月5日   | 樂華娛樂       | 忙內 Rap    | HARU   | 胡杨绿   |
| 夏瀚宇 | 中国湖南  | 1997年6月11日  | 少城時代       | 主Vocal     | Belle  | 珊瑚色   |
| 陳宥維 | 中国浙江  | 1998年7月7日   | 七禾娱乐       | Rap         | 柚子   | UV橘     |
| 何昶希 | 中国湖南  | 1997年11月24日 | 覺醒東方       | Dance       | 昶光   | 永日紫   |

## 活動經歷
2019年4月6日，依據愛奇藝偶像男團競演養成類真人秀《青春有你》的出道承諾，成立九人男子團體。
2019年4月6日，正式出道，是为期18个月的限定团体。出道後，該團在武漢、上海、重慶等舉行了名為《RUN TO U》的全國巡迴見面會。
2019年5月6日，UNINE推出首張EP《UNLOCK》。2019年10月21日，UNINE推出第二张EP《UNUSUAL》。
2020年5月6日，UNINE推出第一張專輯《U-Night-Flight》。2020年9月30日，UNINE推出最後一張EP《UNFORGETTABLE》。
2020年10月6日，合约终止即解散。

## 音樂作品

### 專輯列表
| 專輯 | 專輯資料                                                                | 曲目 |
| 1st  | UNINE 首張EP《UNLOCK》 - 發行日期：2019年5月6日 - 語言：中文            | 1. Bomba （页面存档备份，存于） 2. Like A Gentleman 3. 春日記憶 |
| 2nd  | UNINE 第二張EP《UNUSUAL》 - 發行日期：2019年10月21日 - 語言：中文       | 1. 租辆大巴去月亮 2. Set It Off （页面存档备份，存于） 3. 海水不下坠（Butterfly） |
| 3rd  | UNINE 第三张EP《U-Night Flight》 - 發行日期：2020年5月6日 - 語言：中文  | 1. Ready Go 2. Bad bad bad(李汶翰单曲) 3. Future world(李振宁单曲) 4. Precious(姚明明单曲) 5. Over(管栎单曲) 6. Controller(嘉羿单曲) 7. 我明白(胡春杨单曲) 8. Arrival(夏瀚宇单曲) 9. 超能力(陈宥维单曲) 10. Now(何昶希单曲) 11. U're mine |
| 4th  | UNINE 第四張EP 《UNFORGETTABLE》 - 發行日期：2020年9月30日 - 語言：中文 | 1. I Made It 2. 無言絮語 3. 閃亮的日子 |

### 單曲
| 單曲名稱                                  | 發行日期   | 備註                   |
| 《Always In Love （页面存档备份，存于）》 | 2019-10-17 | 《沒有秘密的你》片頭曲 |
| 《一次一点点 （页面存档备份，存于）》     | 2019-12-16 | 网剧《闪光少女》推广曲 |
| 《摇啊摇》                                | 2020-1-18  | 团体单曲               |
| 《青春如你》                              | 2021-3-9   | 《榮耀乒乓》片尾曲     |
| 《STAR》                                  | 2021-3-23  | 《一起深呼吸》片尾曲   |

### 合作单曲
| 单曲名称 | 发行日期   | 演唱者 | 合作艺人                                                                   | 备注                             |
| 如虹     | 2019-8-26  | 夏瀚宇 | 陈雪凝                                                                     | 电影《攀登者》宣传推广曲         |
| 梦想     | 2019-12-15 | 李振宁 | 刘昊然、杨紫、关晓彤、于斌、宋继扬、郑繁星、曹煜辰、李泊文、高秋梓、宋秉扬 | 《第八届中国大学生电视节》主题曲 |
| Lowkey   | 2020-3-18  | 何昶希 | 刘炫廷                                                                     | 合作单曲                         |
| Tell Me  | 2020-3-31  | 夏瀚宇 | 派克特                                                                     | 合作单曲                         |
| 看你看我 | 2020-4-27  | 李汶翰 | 娜扎                                                                       | 《喜欢你我也是第二季》主题曲     |

## 影視作品

### MV音樂录像带
| 日期           | 曲目                                  | 专辑名稱    | 歌手  | 備註 |
| 2019年6月24日  | 《Bomba （页面存档备份，存于）》      | 《UNLOCK》  | UNINE |      |
| 2019年11月19日 | 《SET IT OFF （页面存档备份，存于）》 | 《UNUSUAL》 | UNINE |      |

### 專屬節目
| 年份   | 日期           | 播放频道/平台                        | 節目名稱              | 備註    |
| 2019年 | 1月21日-4月6日 | 愛奇藝                               | 《青春有你》          | 共12期  |
| 2019年 | 4月9日-7月21日 | UNINE官方微博 （页面存档备份，存于） | 《U&NINE Vlog》       | 共100期 |
| 2019年 | 5月9日-6月13日 | 愛奇藝                               | 《UNINE蹦吧》         | 共6期   |
| 2019年 | 7月18日-8月1日 | 愛奇藝                               | 《UNINE蹦吧－夏日季》 | 共3期   |

## 獎項

### 大型頒獎典禮獎項
| 年份   | 頒獎典禮                | 獎項                                    |
| 2019年 | 全球华人歌曲排行榜      | 年度最受欢迎新人 （页面存档备份，存于） |
| 2019年 | ELLEMEN睿士电影英雄盛典 | 年度最佳Idol团体 （页面存档备份，存于） |
| 2019年 | 2020爱奇艺尖叫之夜      | 年度人气组合歌手 （页面存档备份，存于） |
| 2019年 | 费加罗风尚盛典          | 年度人气偶像组合 （页面存档备份，存于） |
| 2019年 | 风格大赏                | 年度偶像组合 （页面存档备份，存于）     |
| 2020年 | 2019微博之夜            | 微博年度进取团体                        |
| 2020年 | 微博星耀盛典            | 微博最受海外粉絲歡迎艺人                |

## 杂志拍摄
杂志封面
| 年份           | 雑志名稱                               | 備註                             |
| 2019年4月11日  | 南方人物周刊 青春有你特輯              | UNINE所有成員                    |
| 2019年4月30日  | 时尚芭莎BAZAAR电子刊 UNINE芭莎首封     | UNINE所有成員                    |
| 2019年5月24日  | UNINE POSH 创刊号电子刊                | UNINE所有成員                    |
| 2019年6月12日  | ELLEMEN新青年电子刊                    | UNINE所有成員                    |
| 2019年7月18日  | 費加羅 mode 8月刊                      | 姚明明、李汶翰、胡春楊巴黎男裝周 |
| 2019年7月25日  | chicteen8月刊                          | 陳宥維                           |
| 2019年         | 城市畫報No.422 8月刊                   | UNINE所有成員 長隆樂園           |
| 2019年7月26日  | 男人风尚LEON Young Vol.13 8月刊        | UNINE所有成員                    |
| 2019年8月2日   | InStyle優家畫報電子刊                  | 李汶翰                           |
| 2019年8月12日  | 新漫潮New Romantics電子刊創刊號        | 管櫟                             |
| 2019年9月25日  | 紅秀 GRAZIA 電子刊 2019 ISSUE 02       | UNINE所有成員                    |
| 2019年9月17日  | 《OK!精彩》十月刊封面                  | 李汶翰                           |
| 2019年9月17日  | 《风度men's uno Young!》9月号封面      | 李汶翰                           |
| 2019年10月12日 | 《super藝術時尚》10月刊封面            | 管櫟                             |
| 2019年10月18日 | 《南都娱乐周刊》封面                   | 李汶翰                           |
| 2019年12月15日 | 《STYLE杂志》12月刊                    | 嘉羿                             |
| 2019年12月26日 | 《风度men's uno Young！》2020年1月封面 | 管栎                             |
| 2019年12月27日 | 《ChicBanana香蕉街拍》ChicBanana電子刊 | 夏瀚宇                           |
| 2020年1月5日   | 《嘉人POP》電子刊 姚明明心有光亮       | 姚明明                           |
| 2020年4月17日  | 《风度men's uno Young！》5月号杂志封面 | UNINE                            |
| 2020年4月27日  | 《芭莎男士》4月号电子刊                | 李振宁                           |

## 外部連結
- UNINE的新浪微博
- UNINE的Instagram帳戶
- UNINE的X（前Twitter）